# Первообразный корень из единицы
Первообразный корень (или примитивный корень) степени {\displaystyle m} из единицы в поле {\displaystyle K} ― это такой элемент {\displaystyle \xi \in K}, что {\displaystyle \xi ^{m}=1} и {\displaystyle \xi ^{\ell }\not =1} для любого натурального {\displaystyle \ell <m}. 
Если  {\displaystyle K} ― поле комплексных чисел, то степени первообразного корня {\displaystyle \xi } образуют циклическую группу корней порядка {\displaystyle m} из единицы.

## Свойства
- Если в поле {\displaystyle K} существует первообразный корень степени {\displaystyle m}, то {\displaystyle m} взаимно просто с характеристикой поля {\displaystyle K}.
- Алгебраически замкнутое поле содержит первообразный корень любой степени, взаимно простой с характеристикой поля.
- Если {\displaystyle \xi } ― первообразный корень степени {\displaystyle m}, то для любого {\displaystyle \ell } взаимно простого с {\displaystyle m}, элемент {\displaystyle \xi ^{\ell }} также является первообразным корнем. Откуда, в частности, следует, что число всех первообразных корней степени {\displaystyle m} (когда они существуют) равно значению функции Эйлера {\displaystyle \varphi (m)}.
- В поле комплексных чисел первообразные корни степени m имеют вид:
{\displaystyle e^{2\pi {i}\ell /m}=\cos {\frac {2\pi \ell }{m}}+i\sin {\frac {2\pi \ell }{m}}},
где {\displaystyle \ell } взаимно просто с {\displaystyle m}.

- В конечном поле {\displaystyle \mathbb {F} _{q}}, где q — степень простого числа, первообразный корень степени {\displaystyle q-1} является образующим (циклической) мультипликативной группы этого поля и называется примитивным элементом.